# Гласспул, Джеймс
Джеймс Гласспул (англ. James Glasspool; род. 8 июня 1991, Аделаида) — австралийский трековый и шоссейный велогонщик, выступавший в 2009—2016 годах. Четырёхкратный чемпион Австралии в отдельных трековых дисциплинах, серебряный и бронзовый призёр чемпионатов Океании, участник многих шоссейных гонок в составе американской команды Team Novo Nordisk.

## Биография
Джеймс Гласспул родился 8 июня 1991 года в городе Аделаида, Южная Австралия. В возрасте одиннадцати лет ему был диагностирован сахарный диабет 1-го типа.
Впервые заявил о себе в трековом велоспорте в сезоне 2009 года, став чемпионом Австралии среди юниоров в гите на 1 км, а также получив серебряную медаль в спринте.
В 2010 году вышел на взрослый уровень, в частности одержал победу на чемпионате Австралии в командной гонке преследования — вместе с Дейлом Паркером, Джеком Бобриджем и Роаном Деннисом. Помимо этого, получил серебро в гите на 1 км и бронзу в командном спринте. Попав в состав австралийской национальной сборной, принял участие в трековом чемпионате Океании в Инверкаргилле, где стал серебряным призёром в командном спринте и бронзовым призёром в гите на 1 км.
В 2011 году совместно с Нейтаном Корриганом-Мартеллой и Мэттью Глетцером выиграл чемпионат Австралии в командном спринте, в то время как в гите на 1 км взял бронзу. На домашнем чемпионате Океании в Аделаиде стал серебряным призёром в гите на 1 км.
На чемпионате Австралии 2012 года с теми же партнёрами вновь победил в командном спринте, был лучшим и в гите на 1 км. На чемпионате Океании в этот раз выиграл серебряную медаль в гите на 1 км и бронзовую медаль в командном спринте. Благодаря череде удачных выступлений удостоился права защищать честь страны на трековом чемпионате мира в Мельбурне, где в программе гита на 1 км занял итоговое девятое место.
В 2013 году добавил в послужной список награду серебряного достоинства, полученную на чемпионате Австралии в зачёте командного спринта.
Начиная с 2014 года активно выступал на шоссе в составе американской команды Novo Nordisk Development. В её составе принял участие в нескольких весенних гонках в России: «Кубок мэра», «Мемориал Олега Дьяченко», «Гран-при Москвы», «Пять колец Москвы».
В 2015—2016 годах находился в составе проконтинентальной команды Team Novo Nordisk. С ней отметился выступлениями в таких крупных гонках как «Тур Тайваня», «Тур Хорватии», «Тур Азербайджана», «Тур Норвегии», «Тур Эстонии», «Тур Кореи», «Тур Дании», «Тур Китая», «Арктическая гонка Норвегии», «Тур Хайнаня», «Кэдел Эванс Грейт Оушен Роуд», «Херальд Сан Тур», «Тур Чехии», «Тур Фьордов», «Джиро ди Тоскана» и др. Однако каких-то значительных успехов не добился и по окончании сезона 2016 года принял решение завершить спортивную карьеру.
Впоследствии работал тренером по велоспорту в Южноавстралийском спортивном институте.